# Founa
Founa är en ort i Burkina Faso.   Den ligger i regionen Boucle du Mouhoun, i den västra delen av landet, 230 km väster om huvudstaden Ouagadougou. Founa ligger 263 meter över havet och antalet invånare är 1 677.
Terrängen runt Founa är mycket platt. Runt Founa är det ganska tätbefolkat, med 60 invånare per kvadratkilometer.. Närmaste större samhälle är Bindougou, 11,5 km öster om Founa.
Omgivningarna runt Founa är en mosaik av jordbruksmark och naturlig växtlighet.